# Карне, Джон
Джон Карне (устар. Джон Карн) (John Carne; 1789—1844) — английский писатель и путешественник.

## Творчество
Много путешествовавший по Востоку и по Европе. Написал: «Tales of the West» (1828); «Stratton Hill, a tale of the civil war» (1829); «Recollections of Travels in the East» (1830); «The Exiles of Palestine, a tale» (1831); «Letters from Switzerland and Italy» (1834); «Lives of eminent missionaries» (1833).